# Caowu, Gansu
Caowu är en köping i nordvästra Kina. Den ligger i Jingning härad i Pingliang i provinsen Gansu, omkring 210 kilometer öster om provinshuvudstaden Lanzhou. Antalet invånare är 17 347. Befolkningen består av 8 797 kvinnor och 8 550 män. Barn under 15 år utgör 18,0 %, vuxna 15-64 år 71 %, och äldre över 65 år 9,0 %.